# Warmatsgundkopf
Warmatsgundkopf är ett berg i Österrike, på gränsen till Tyskland. Det ligger i den västra delen av landet, 500 km väster om huvudstaden Wien. Toppen på Warmatsgundkopf är 1 780 meter över havet.
Terrängen runt Warmatsgundkopf är bergig österut, men västerut är den kuperad. Runt Warmatsgundkopf är det ganska glesbefolkat, med 26 invånare per kvadratkilometer.. Närmaste större samhälle är Mittelberg, 3,6 km väster om Warmatsgundkopf. 
Trakten runt Warmatsgundkopf består i huvudsak av gräsmarker.